# Hôtel de ville de Pont-l'Évêque
L'hôtel de ville de Pont-l'Évêque, ancien hôtel de Brilly, est un monument des XVIIe et XVIIIe siècles situé à Pont-l'Évêque, en France.

## Localisation
Le bâtiment est situé dans le département français du Calvados, dans le centre-ville de Pont-l'Évêque, au 58 de la rue Saint-Michel.

## Historique
L'édifice est inscrit au titre des Monuments historiques depuis le 17 juillet 1926.
Robert de Flers y est né le 25 novembre 1872.